# Обиора Одита
Обиора Емануел Одита (енгл. Obiora Emmanuel Odita; Енугу, 14. мај 1983) бивши је нигеријски фудбалер. Такође, има и српски пасош.

## Каријера
Након играња у родној Нигерији, Одита је у зимском прелазном року сезоне 2002/03. потписао за Јавор из Ивањице. До краја сезоне је одиграо девет првенствених утакмица, уз један постигнут гол, али је клуб испао из Прве лиге. Одита је наредних годину и по дана са Јавором играо у Другој лиги.
У јануару 2005. године је потписао четворогодишњи уговор са Партизаном. На свом дебитантском наступу, 16. фебруара 2005, постигао је два гола против Дњепра у шеснаестини финала Купа УЕФА. У освајању шампионске титуле у сезони 2004/05, Одита је учествовао са шест постигнутих голова на 12 одиграних утакмица. У јануару 2006. је прослеђен на позајмицу у Јавор до краја текуће сезоне. Лета 2006. године се вратио у Партизан. Постигао је 10 првенствених голова на 23 одигране утакмице током такмичарске 2006/07. у Суперлиги Србије.
У јуну 2007. потписао је двогодишњи уговор са Ал Аином из Уједињених Арапских Емирата. У јануару 2008. је позајмљен белгијском прволигашу Вестерлу да би се лета исте године вратио у Ал Аин. У јануару 2009. се вратио у Вестерло, али је овога пута потписао уговор са овим клубом. У јуну 2010. по трећи пут постаје играч Јавора, да би почетком 2011. прешао у кинески Тјенцин. Лета исте године се вратио у Јавор, с тим што је овај пут провео целу 2011/12. сезону у клубу. 
Током 2012. и 2013. године је играо у Казахстану за Тараз, да би у септембру 2014. потписао уговор са Вождовцем. Након две сезоне у Вождовцу, потписао је за Младост из Лучана. Пет година је наступао за Младост у Суперлиги Србије да би се у јулу 2021. вратио у Јавор. Постигао је седам првенствених голова за Јавор током такмичарске 2021/22. у којој је клуб изборио повратак у Суперлигу Србије. Ипак, Одита није заиграо са Јавором у Суперлиги већ је остао у истом рангу такмичења пошто је у јулу 2022. потписао за Железничар из Панчева. У децембру 2022. потписао је за ФАП из Прибоја, члана Српске лиге Запад.